# Victor Tait
Victor Hubert Tait  (Winnipeg, Manitoba, 1892. július 8. – London, Egyesült Királyság, 1988. november 27.) Európa-bajnoki bronzérmes kanadai-brit jégkorongozó, olimpikon.
Mint akkoriban sok brit jégkorongozó, ő is kanadai származású volt.
Az 1928. évi téli olimpiai játékok részt vett a jégkorongtornán, a brit válogatottban. 6 mérkőzésen játszott és nem ütött gólt. Összesítésben a 4. helyen végeztek. Ez az olimpia Európa-bajnokságnak is számított, így Európa-bajnoki bronzérmesek lettek.